# Stary Ratusz w Svitavach

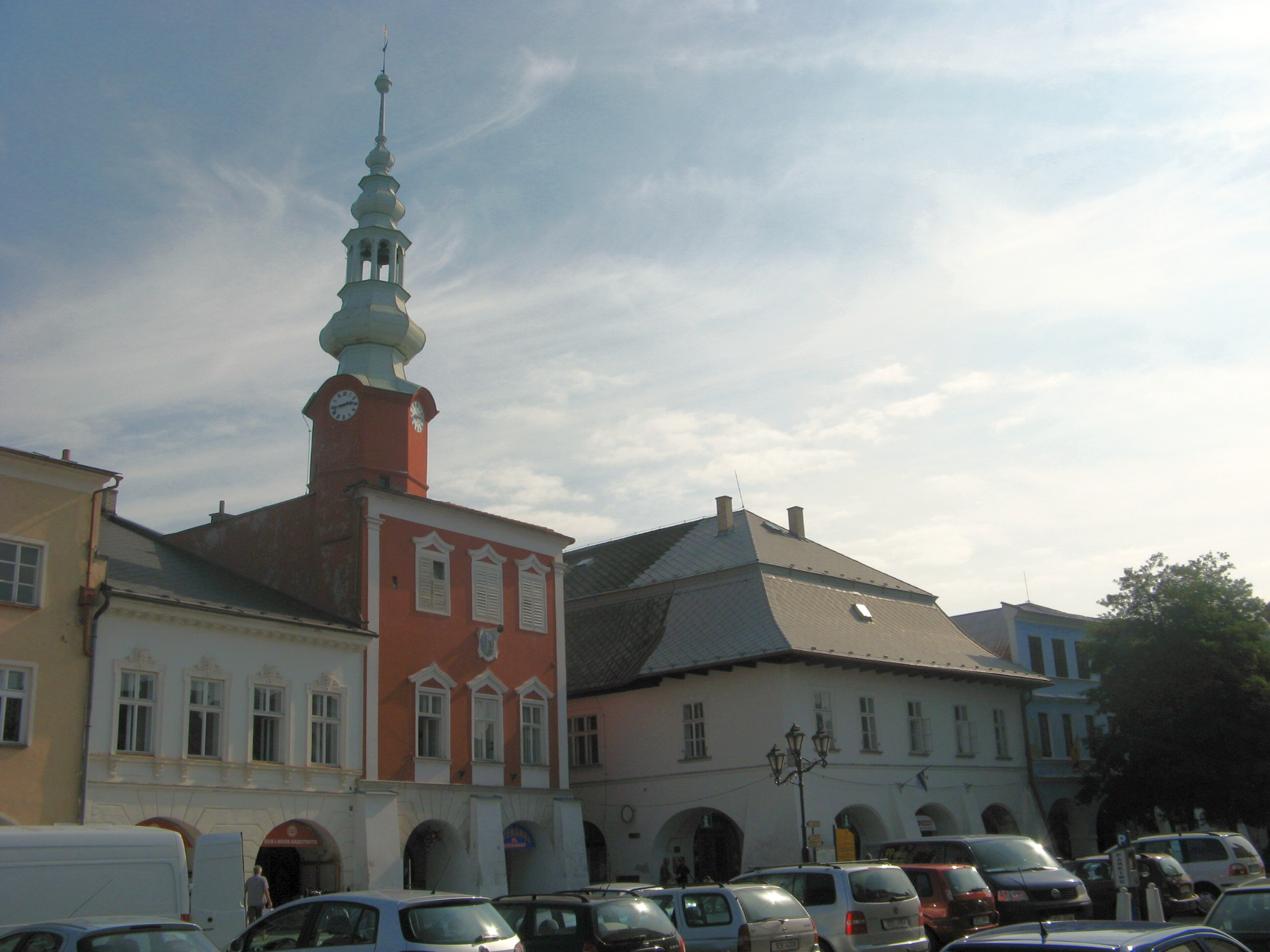
Stary Ratusz i Dům U Mouřenína

Stary Ratusz w Svitavach (cz. Stará radnice) – zabytkowy ratusz znajdujący się na Placu Pokoju (Náměstí Míru) w Svitavach, w Czechach. Budynek ratusza sąsiaduje z innym ważnym zabytkiem Domem U Mouřenína. Początkowo był własnością prywatną, ale z biegiem czasu rada miejska postanowiła zakupić budynek i ustanowić w nim miejsce obrad rady. Jest on chroniony jako zabytek kultury Republiki Czeskiej.